# Deutsche Feldhandball-Meisterschaft 1921
Die Deutsche Feldhandball-Meisterschaft 1921 war die erste deutsche Feldhandball-Meisterschaft der Männer. 
Der DJK-Sportverband spielte auf dem 1. Reichstreffen der DJK am 20. und 21. Mai 1921 in Düsseldorf erstmals einen Feldhandballmeister aus. Dies war ebenfalls die erste ausgetragene Deutsche Handball-Meisterschaft überhaupt. Die Meisterschaft gewann die DJK Frankfurt-Sachsenhausen.
Die Deutsche Turnerschaft trug am 18. September 1921 ihre erste Feldhandballmeisterschaft aus. Es qualifizierten sich der TSV Spandau 1860 als Kreisgruppenmeister Ost und der TV Vorwärts Rüstringen als Kreisgruppenmeister West. Spandau gewann das in Hannover ausgetragene Spiel mit 5:0.
Die Deutsche Sportbehörde für Leichtathletik (DSB) und der Arbeiter-Turn- und Sportbund (ATSB) spielten in dieser Spielzeit noch keine Meisterschaft aus. Beide Verbände ermittelten ab kommender Saison dann jeweils deutsche Meister.